# I’m in Love (singel)
I’m in Love – singel Sanny Nielsen, wydany 26 lutego 2011, pochodzący z albumu o tym samym tytule. Utwór napisali i skomponowali: Bobby Ljunggren, Peter Boström, Thomas G:son oraz Irini Michas. Za produkcję zaś odpowiadał Peter Boström.
Nagranie znalazło się na 32. miejscu na liście sześćdziesięciu najlepiej sprzedających się singli w Szwecji.
Piosenka ponadto zajęła 4. miejsce w szwedzkich preselekcjach do Eurowizji – Melodifestivalen 2011, zdobywając w sumie 114 punktów.

## Lista utworów
- Digital download[1]

1. „I’m in Love” – 2:59

- SoundFactory Remixes[5]

1. „I’m in Love” (SoundFactory Radio Mix) – 4:22
2. „I’m in Love” (SoundFactory Paradise Anthem) – 7:00
3. „I’m in Love” (SoundFactory Dub Mix) – 7:00

## Notowania

### Pozycja na liście sprzedaży
| Kraj    | Notowanie (2011)  | Najwyższa pozycja |
| ------- | ----------------- | ----------------- |
| Szwecja | Sverigetopplistan | 32                |